# Ralf van der Rijst
Ralf van der Rijst (Woerden, 16 de marzo de 1977) es un deportista neerlandés que compitió en patinaje de velocidad sobre hielo.
Ganó una medalla de plata en el Campeonato Mundial de Patinaje de Velocidad sobre Hielo en Distancia Individual de 2003, en la prueba de 1500 m.
Se retiró de la competición en 2007. Posteriormente, ejerció de director técnico en la Federación Neerlandesa de Tiro con Arco y de gestor de alto rendimiento en el Comité Olímpico Neerlandés y Confederación Deportiva Neerlandesa.

## Palmarés internacional
| Campeonato Mundial en Distancia Individual | Campeonato Mundial en Distancia Individual | Campeonato Mundial en Distancia Individual | Campeonato Mundial en Distancia Individual |
| Año                                        | Lugar                                      | Medalla                                    | Prueba                                     |
| ------------------------------------------ | ------------------------------------------ | ------------------------------------------ | ------------------------------------------ |
| 2003                                       | Berlín (Alemania)                          | Medalla de plata                           | 1500 m                                     |